# Joel Chandler Harris

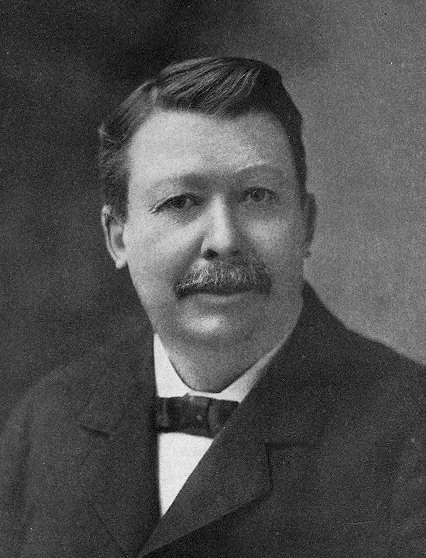
Joel Chandler Harris

Joel Chandler Harris, né le 9 décembre 1848 et mort le 3 juillet 1908, est un journaliste, auteur de fiction et de folklore américain, principalement connu pour les Contes de l'Oncle Rémus. Harris est né à Eatonton en Géorgie où il travailla comme apprenti dans une plantation pendant son adolescence. Par la suite il s'installa à Atlanta travaillant comme éditeur associé dans le quotidien Atlanta Constitution.
Enid Blyton s'est inspirée de ses œuvres pour créer la série Jojo Lapin.

## Biographie
Harris a publié six volumes des Contes de l'oncle Rémus entre 1881 et 1907; trois autres livres ont été publiés à titre posthume, après sa mort en 1908.
Ses adaptations en français ont été disparates et relevant d'éditeurs divers.